# Hóvihar

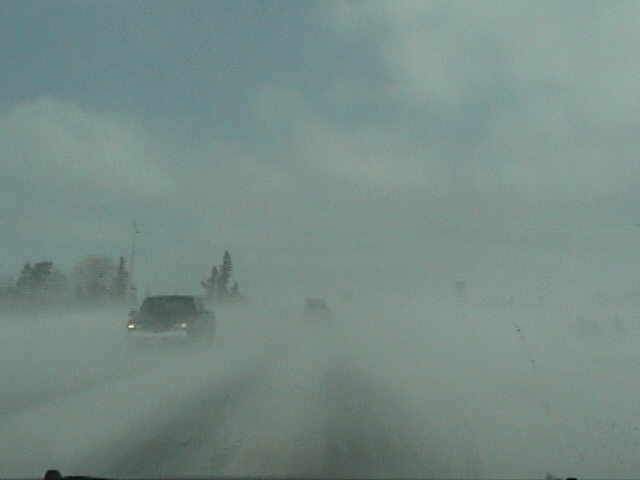
Hóvihar

A hóvihar olyan időjárási jelenség, melynek jellemzői az erős szél és a lehulló vagy fújt hó miatti erősen korlátozott látótávolság. Az amerikai időjárásszolgálat meghatározása szerint a szélsebesség legalább 56 km/h, a látótávolság legfeljebb 400 m. A korábbi meghatározások a hőmérsékletet is tartalmazták, ami eszerint legfeljebb -7°C. A lehulló hó mennyisége nem lényeges, mivel a szél a lehullott havat is felkavarja.
A jelenség nehézséget okoz a repülésben is, ezért ilyenkor a legtöbb repülőtéren korlátozzák a gépek fel- és leszállását.
Ha szemmel nem lehet megkülönböztetni a talajt a fölötte kavargó hótól, akkor a jelenség angol neve whiteout (kb. „vakító fehérség”). Ilyen időjárásban az ember elveszti tájékozódóképességét, mert nincsenek látható tájékozódási pontok.
A hóvihar akár napokig is tarthat és életveszélyes lehet, különösen olyan helyeken, ahol havazás ritkán fordul elő. 1972-ben Iránban közel 4000 halálos áldozata volt ilyen hóviharnak, ez volt a legsúlyosabb feljegyzett ilyen eset.

## Egyéb elnevezések
- Délkelet-Franciaországban a hóvihar neve boulbie.
- Oroszország ázsiai részén a hóvihar neve buran vagy purga (főleg a tundrán).
- Alaszkában a neve burga.
- Az Egyesült Államok folytonos területi részén blizzard a megnevezése.